# Puste kalorie

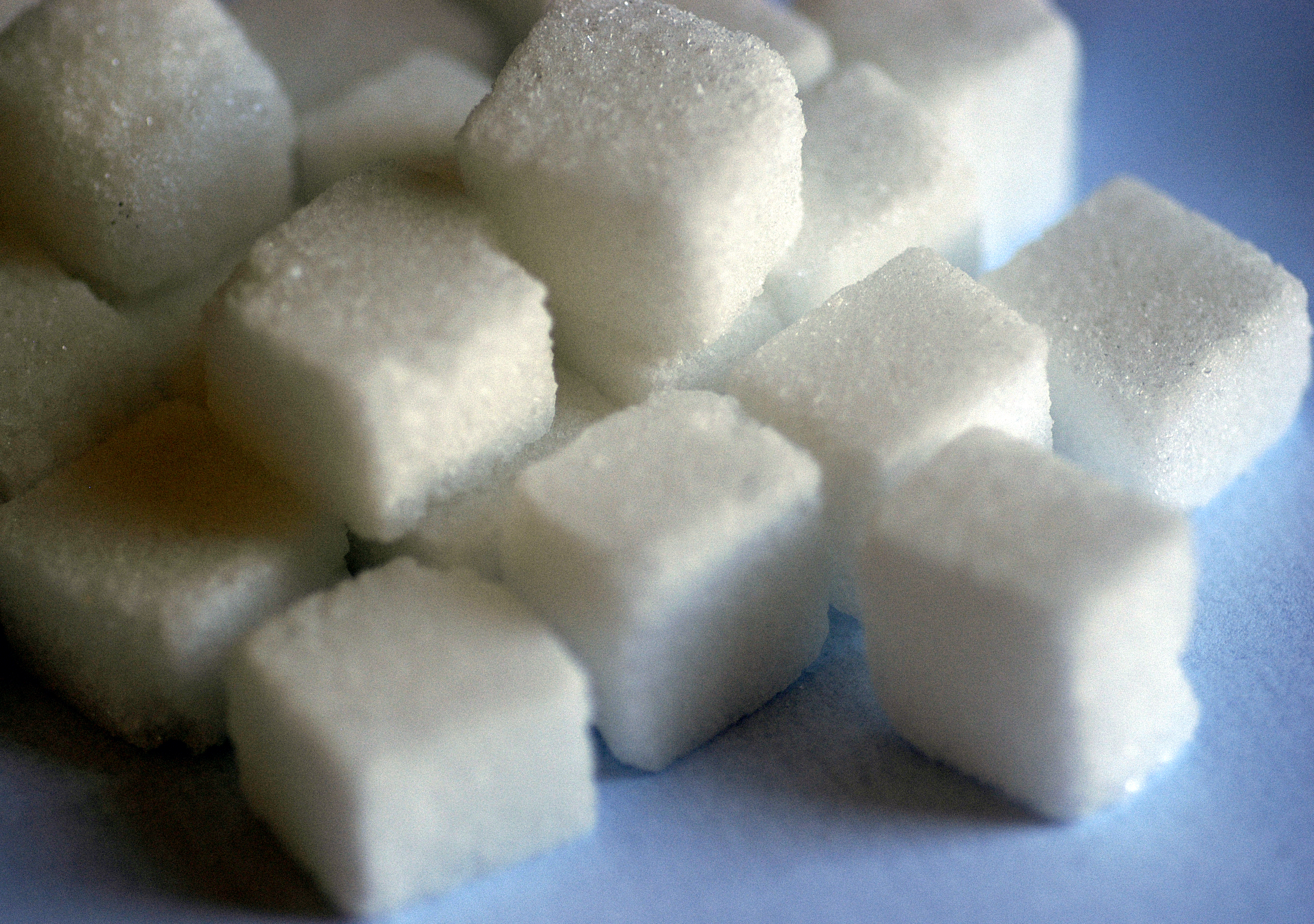
Cukier biały jest przykładem produktu żywnościowego, którego wartość odżywcza to energia.

Puste kalorie – to termin odnoszący się do produktów spożywczych zawierających duże ilości kalorii w postaci cukrów prostych oraz alkoholu. Produkty tego typu powodują krótkotrwały "przyrost energii", jednakże mają niską wartość odżywczą. Produkty tego typu mają niekorzystny skład, a także proporcje poszczególnych składników odżywczych.
Założenie, że pokarmy zawierające jedynie energię, są wystarczające do przeżycia, zostało obalone przez François Magendie i opisane w Précis élémentaire de Physiologie. Naukowiec w eksperymencie wykazał, że jedzenie jedynie cukru i oleju z oliwek lub masła zawsze prowadziło do śmierci badanych zwierząt w przeciągu od 30 do 40 dni.